# 代官坂

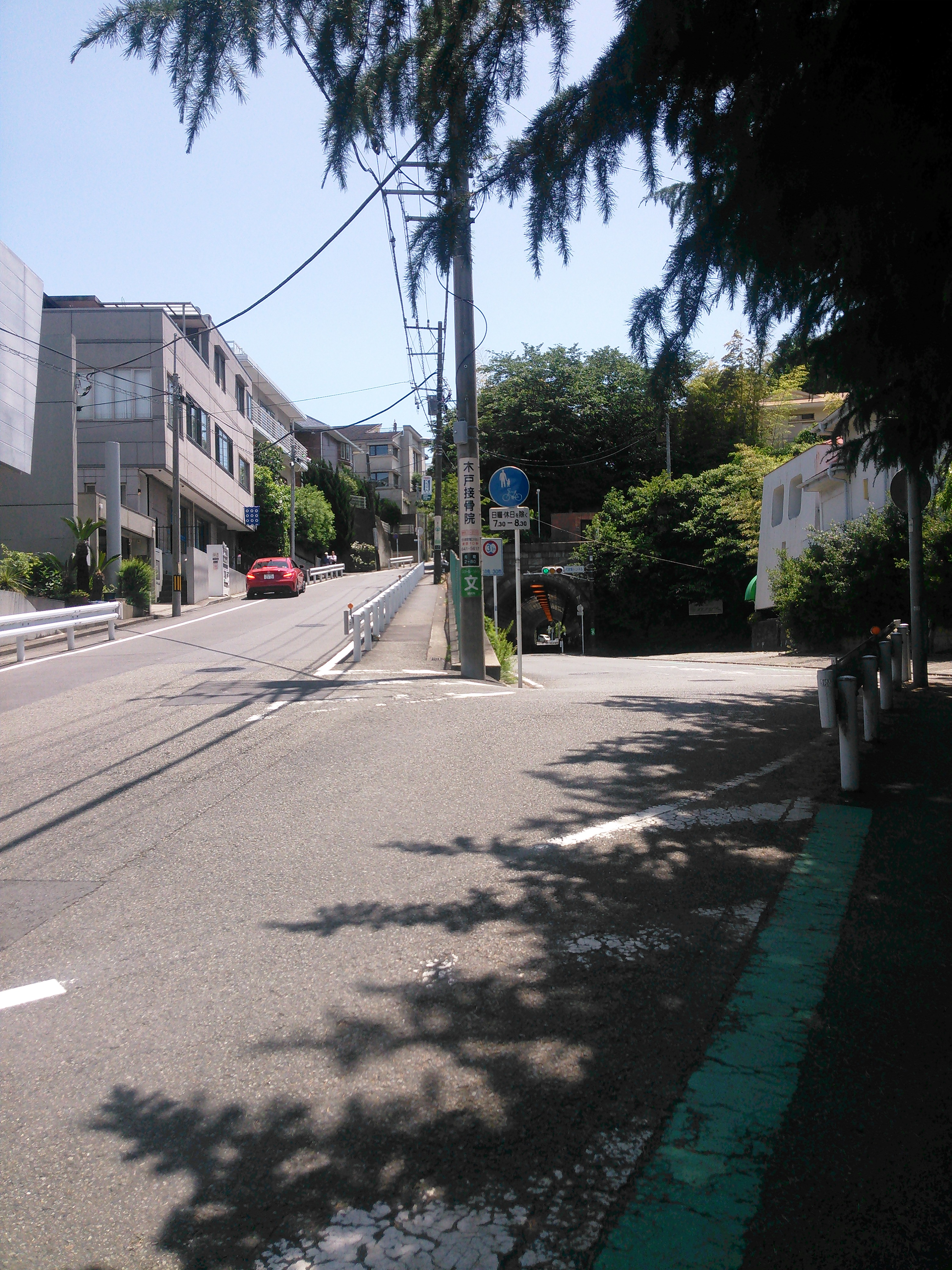
代官坂。右に分かれる道は代官隧道。

代官坂（だいかんざか）は、神奈川県横浜市中区の元町から山手町に通じる坂である。

## 地理

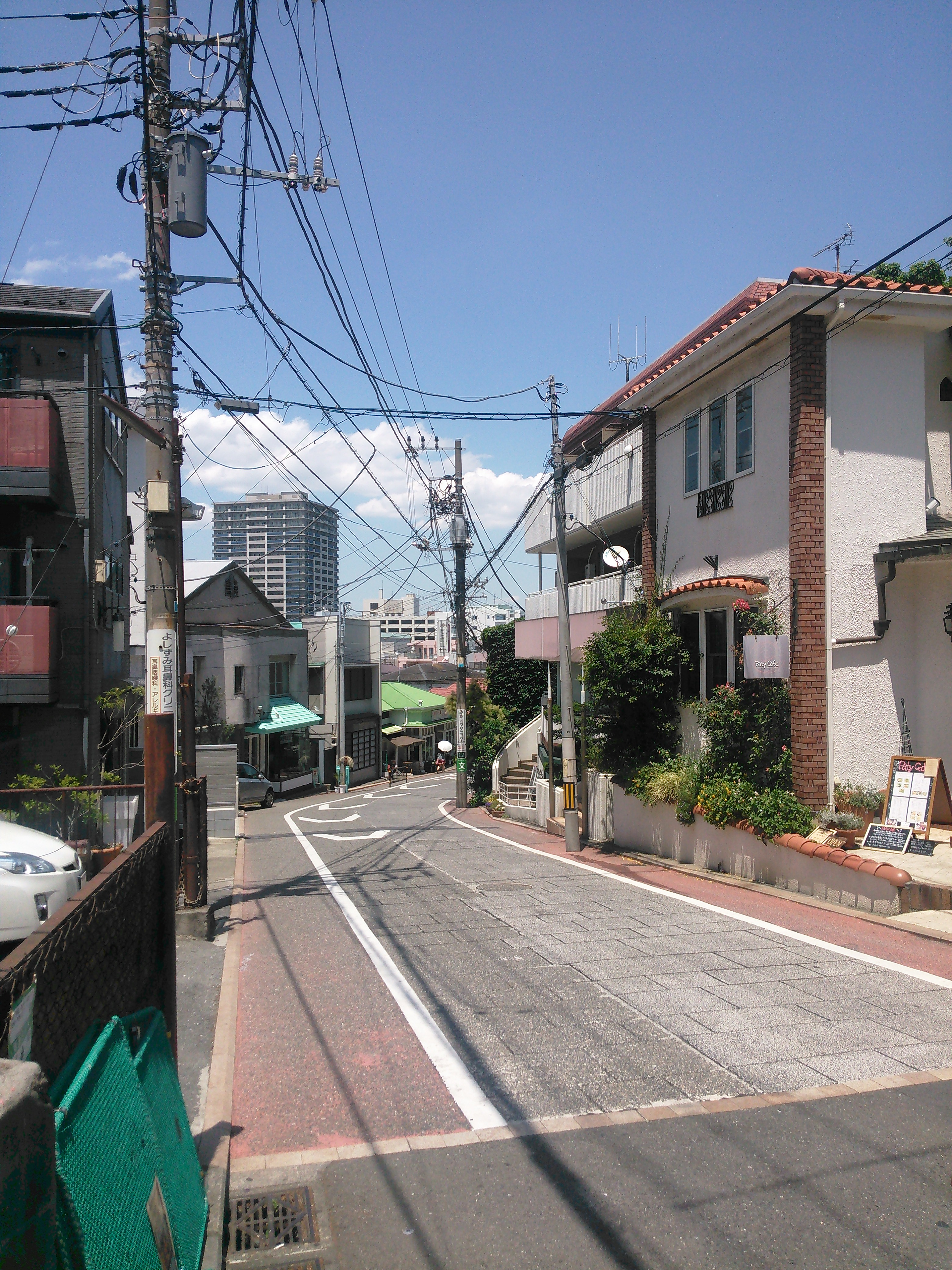
中ほどから坂下方向を見る。黄緑色の屋根の店は宮崎生花店

谷戸坂や汐汲坂などと同様、元町と山手を結ぶ坂の一つである。坂の下の元町商店街から南に向かい、数本の細い道をY字状に分け、丘の上の山手本通りに通じる。山手本通りとは十字に交差し、その先は横浜市立元街小学校前を通り本牧通りに至る道に接続する。かつては元町から山手を越えて上野町方面へ降りる道を箕輪坂と呼んだが、現在では山手本通りの南側のみを箕輪坂と呼ぶ。代官坂の中腹で元街小学校前に抜けるトンネルが分かれる。この代官隧道（代官坂トンネル）は1車線で、信号制御で交互通行となっている。トンネルが分かれる付近には、1946年創業のダンスホール「クリフサイド」が建つ
坂の途中にある、1873年創業の宮崎生花店は関東大震災後に建て直され、映画「コクリコ坂から」にも描かれた。坂の下には、「日本バプテスト発祥の地」の碑がある。

## 歴史
古くは、元町から山手を越え上野町方面にかけての道を「箕輪坂」と呼んだ。箕の形のように丸く窪んだ土地を意味するとも、北方村の地主の箕輪家に由来するとも考えられているが、新編武蔵風土記稿にも記述が見られずはっきり分かっていない。1884年（明治17年）から1899年（明治32年）までの間、付近一帯に「三ノ輪坂」の町名が付けられた。
この坂は、オランダ人実業家のノールトフーク・ヘフト（M.J.B Noordhoek Hegt）の名から「ヘフト坂」、さらに転化して「ヘクト坂」「ヘキ坂」とも呼ばれた。ヘフトは西洋劇場「ゲーテ座」（現在は跡地に岩崎博物館が建つ）の創設や、ビールの醸造を行った人物である。
「代官坂」と呼ばれるようになったのは明治20～30年代と考えられ、坂の途中に屋敷を構えた石川村名主で地主の石川徳右衛門家に由来する。当家は代々代官を務めたという旧家で、明治18年に当主となった12代徳右衛門 (伸吉、1856年生)は横浜銀行の前身・横浜実業銀行や横浜実業貯蓄銀行の頭取など多くの地元企業の役員を務め、家作も多く所有する県内多額納税者であった。徳右衛門は惣年寄を勤めたが、代官ではなかった。開港の時期に旗本知行地から神奈川奉行所に預かりとなったため、この地に代官の役職は存在しなかった。先代の徳右衛門(豊八、1804-1889)が1854年（嘉永7年）ペリー来航の際に応接し、その後も横浜の町政をつかさどった有力者であることから、代官に相当するためとも考えられているが、はっきりとは分かっていない。
明治の一時期には、「箕輪坂」と「代官坂」の名称が併用されていたと考えられる。1932年（昭和7年）には、横浜市の失業救済事業として建設された代官隧道が開通した。